# Hrdlořezy (Praha)
Hrdlořezy jsou městská čtvrť a katastrální území ve východní části města Prahy, kolem zákrutu Rokytky nedaleko vrchu Tábor. Prakticky celé území leží v obvodě a městské části Praha 9, pouze malý a pravděpodobně neobydlený proužek území zasahující do severovýchodního cípu areálu Teplárny Malešice je součástí Prahy 10.

## Historie
Hrdlořezy v 16. století náležely staroměstskému špitálu svatého Pavla před Poříčskou branou spolu s nedalekou zaniklou vsí Šešovice. Po zrušení špitálu v r. 1784 zde byl vytvořen nadační statek spravovaný pražskou obcí. V r. 1900 byly Hrdlořezy s 1007 obyvateli vsí okresu Žižkov. V letech 1912–1914 zde byla vystavěna kolonie rodinných domků „Jarov“ u samoty Chmelnice (dnes už do katastru Hrdlořez nepatří).
Na začátku r. 1922, kdy byly Hrdlořezy začleněny do Velké Prahy jako součást Prahy XI, měly cca 1800 obyvatel. V období Protektorátu nesla čtvrť poněmčený název Kehlen. V r. 1949 byly Hrdlořezy začleněny do správního obvodu Praha 9 (s Vysočany, Prosekem, Hloubětínem a s částí Libně). V r. 1960 zůstalo k. ú. Hrdlořezy součástí obvodu Praha 9 a v roce 1990 se stalo součástí městské části Praha 9.

## Původ názvu
Za nejstarší zmínku o vsi a zároveň nejstarší dochované použití názvu je považována zmínka o přifaření k hloubětínské farnosti z roku 1395.
K roku 1525 doloženo spojení „v Hrdlořezích“.[zdroj?]

## Pamětihodnosti

### Další stavby
- Výsadní mlýn – zaniklý mlýn na Rokytce pod vrchem Smetanka

## Další fotografie

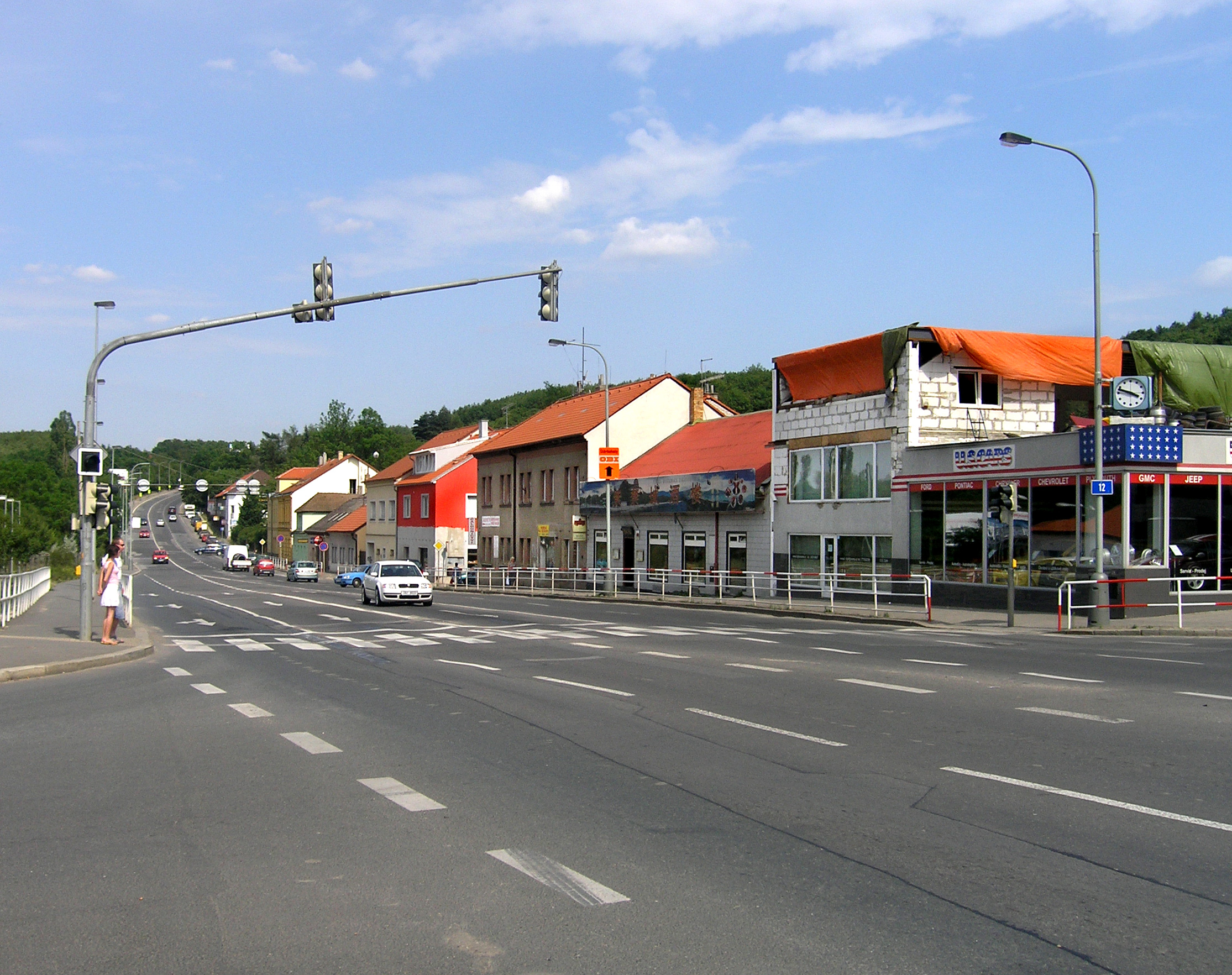
Českobrodská ulice
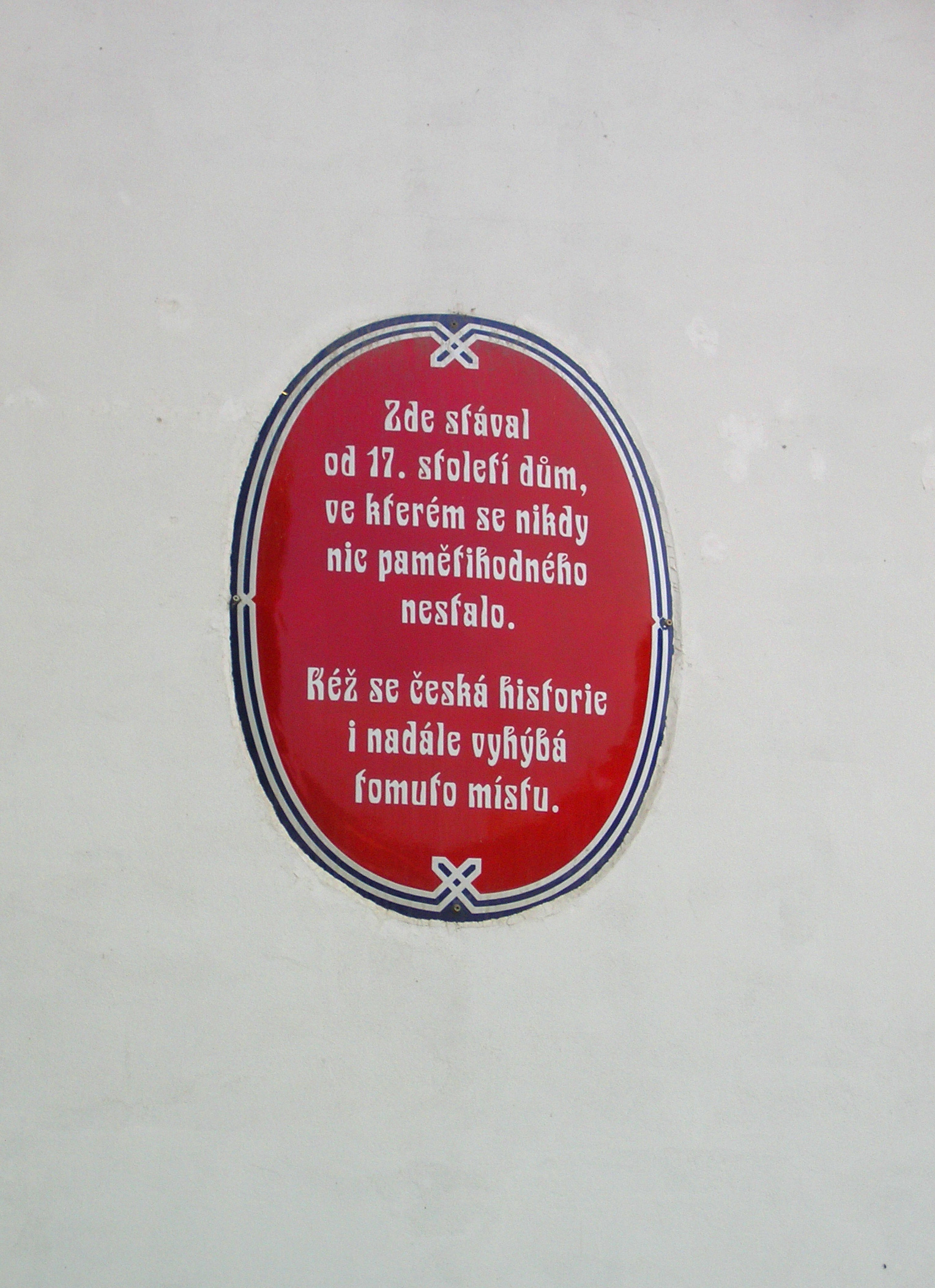
Recesistická cedule na domě v Hrdlořezské ulici
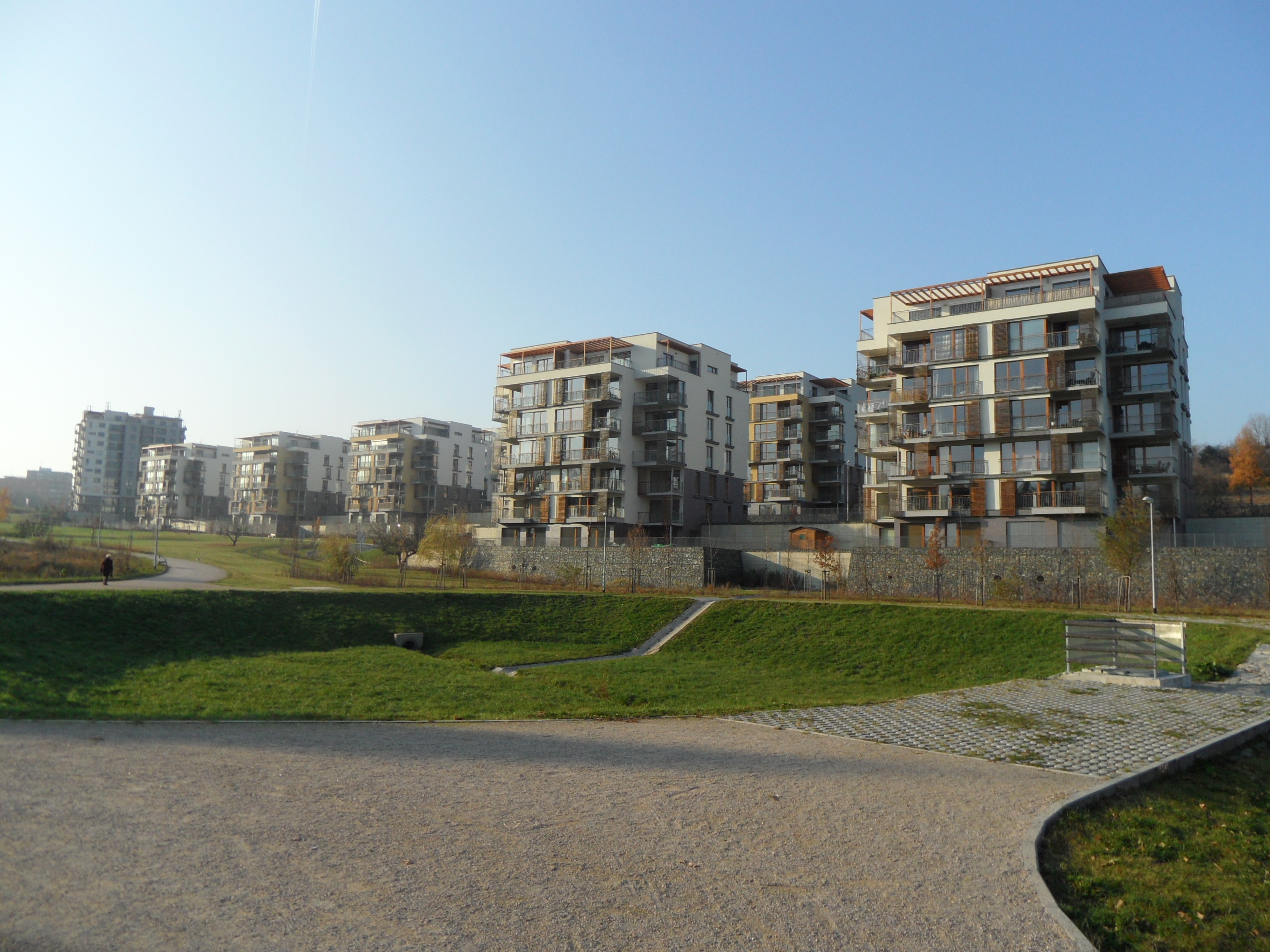
Obytný soubor Zelené Město 1